# Frente Popular de Moscovo
A Frente Popular de Moscovo (em russo:  Московский народный фронт, transl. Moskovskii narodnyi front) foi uma organização política,  criada em Moscovo em 1988-89, agrupando vários clubes e organizações, com o objetivo de democratizar o sistema soviético, com eleições livres e liberdade de imprensa, associação e expressão; a linha dominante na Frente Popular era combinar o liberalismo político com o "socialismo democrático".

## Origem
Em junho de 1988, durante a perestroika, e nas vésperas da 19ª Conferência do Partido Comunista da União Soviética, 40 organizações não oficiais reuniram-se em Moscovo, com o objetivo de, por um lado, pressionarem os dirigentes comunistas a democratizarem o regime, e por outro de criarem uma frente oposicionista moderada; a 12 de julho de 1988, dezoito desses grupos criaram o comité organizador da Frente Popular de Moscovo, que no ano seguinte, em 20 de maio de 1989, realizou a sua conferência fundadora.
Em 1988 e 89, surgiram outras "frentes populares" em várias localidades e regiões da URSS, fazendo oposição às autoridades comunistas principalmente com base em reivindicações concretas das populações locais (em contraste com outros grupos oposicionistas mais ideológicos). Em agosto de 1988 realizou-se, na então Leninegrado, uma conferência para tentar unificar esses grupos, mas essa tentativa fracassou, em função da elevada atenção que esses movimentos davam às questões sectoriais, e por os participantes, representando mais de trinta cidades, recusarem o modelo organizativo que havia sido proposta pela Frente Popular de Moscovo.

## Ideologia e controvérsias internas
A Frente Popular de Moscovo considerava-se "socialista democrática", defendendo,por um lado, eleições livres e as liberdades de imprensa, expressão e associação, e por outro de autogestão, autonomia local, participação democrática nos órgãos centrais de planeamento e uma proteção social reforçada..
No entanto em breve surgiu uma divisão entre liberais (a "Facção Democrática") e socialistas (o "Comité dos Novos Socialistas"), com os primeiros a defenderem que Frente não adotasse o socialismo no seu programa, considerado que essa ideologia estaria desacreditada na URSS, e concentrando-se na luta pela democracia e pelas liberdades políticas (dos 18 grupos fundadores, 6 recusaram a orientação socalista: Memorial, Obschina, Al'ians, Clube de Iniciativas Sociais, Dignidade dos Cidadãos e Perestroika-88).
Após a cisão das facções liberais (e não só - o grupo Obschina era de orientação socalista, mas defendia que a Frente Popular deveria abranger várias correntes ideológicas em vez de ser explicitamente socialista), a Frente Popular consolidou a sua linha política como socialista democrática, autogestionária e ambientalista, tendo chegado a federar cerca de quarenta organizações e organizando reuniões públicas semanais na Praça Pushkin, além de outras atividades como petições a favor da reforma política ou manifestações contra as autoridades do  regime. No entanto, as divisões internas (incluindo por rivalidades pessoais) continuaram.
Em março de 1989 surgiu outra divisão (com uma posterior cisão), com a corrente "patriótica" (Evgenii Dergunov, Vladislav Rozanov) a defender que a frente moscovita se integrasse na Frente Popular Russa, de Valery Skurlatov (uma organização cuja ideologia combinava liberalismo económico com nacionalismo conservador).

## Participação eleitoral e declínio
A Frente Popular de Moscovo tentou apresentar candidatos às eleições para o Congresso dos Deputados do Povo da URSS, em 1989, tendo conseguido eleger Sergei Stankevich pelo círculo de Cheryomushki.
Em 1990, foram eleitos vários candidatos identificados com a Frente Popular de Moscovo, tanto para o Soviete de Moscovo como para o Congresso dos Deputados do Povo da Federação Russa, e Sergei Stankevich, da Frente Popular, disputou a presidência do Soviete de Moscovo com Gavril Popov, da Rússia Democrática (o vencedor da votação, tendo Stankevich ficado como vice); no entanto a direção da Frente deixou de reunir a partir de janeiro de 1990 e a organização deixou de existir de facto a partir de maio-junho desse ano.